# کوگا-ریو
کوگا-ریو (به ژاپنی: 甲賀流 Kōga-ryū)، نینجاهای کوگا، یکی از مراکز نینجوتسو (هنر رزمی ژاپنی) و یکی از دو شاخه مشهور نینجا در ژاپن است.  شاخه مشهور دیگر نینجا ایگا-ریو نامیده می‌شود. گوگا-ریو ولایت اومی امروزه در شهر کوکا، شیگا، استان شیگا قرار داشت.